# Георг Вайс
Георг Вайс (нім. Georg Weiss, нар. 17 лютого 1940, Лінц, Верхня Австрія, Третій Рейх) — австрійський дипломат. Надзвичайний і Повноважний посол Австрійської Республіки в Україні (1992—1997).

## Біографія
Народився 17 лютого 1940 року в місті Лінц, столиці федеральної землі Верхня Австрія. У 1964 році закінчив Віденський університет, правознавство. У 1966 році Дипломатичну академію у Відні.
У 1968—1975 рр. — віце-консул, консул Австрії у Нью-Йорку.
У 1975—1980 рр. — працював у бюро з прав людини, згодом заступник начальника відділу міжнародних конференцій та організацій.
У 1981—1985 рр. — генеральний консул Австрії у польському Любліні.
У 1985—1992 рр. — начальник відділу у МЗС Австрії.
З 24 січня 1992 по 29 квітня 1997 — Надзвичайний і Повноважний посол Австрійської Республіки в Києві.
13 листопада 1992 року — вручив вірчі грамоти Президенту України Леоніду Кравчуку.
З 5 грудня 2002 року — Надзвичайний і Повноважний посол Австрійської Республіки в Польщі.